# Savaric de Mauleon
Savaric de Mauleon (ca. 1180-1233) fou un noble, guerrer i trobador occità.

## Vida
Savaric de Mauleon fou un gran noble del Poitou, fill de Raul de Mauleon i senyor de dominis molt extensos al Poitou i l'Aquitània. La seva vida n'enumera alguns i afegeix "e d'autres mainz bons locs". En les primeres accions bèl·liques que se li coneixen va donar suport a Artur I de Bretanya després de la mort de Ricard Cor de Lleó, fou capturat per Joan sense Terra al castell de Mirabeau el 1202 i empresonat a Anglaterra, d'on es va escapolir. Després s'hauria reconciliat amb Joan sense Terra que el va nomenar senescal del Poitou el 1205. Uns anys més tard va auxiliar el comte de Tolosa contra Simó de Montfort (1211) i estigué present en el setge de Castelnou d'Arri. Més endavant, entrà al servei de Felip August de França i comandà una flota que finalment fou destruïda al port de Damme (Flandes). Finalment tornà al servei de Joan sense Terra amb qui feu diverses campanyes a Anglaterra a partir de 1215. El 1219 va anar com a croat a Egipte, on participà en el setge de Damiata. Retornat a Europa, encara participà de les revoltes dels senyors del Poitou contra Lluís IX de França (1227).
Del seu matrimoni amb Belleassez de Chantemerle en tingué dues filles (Marquesa i Alix).
El 1218 fundà el port i la població de Les Sables-d'Olonne.

## Activitat literària

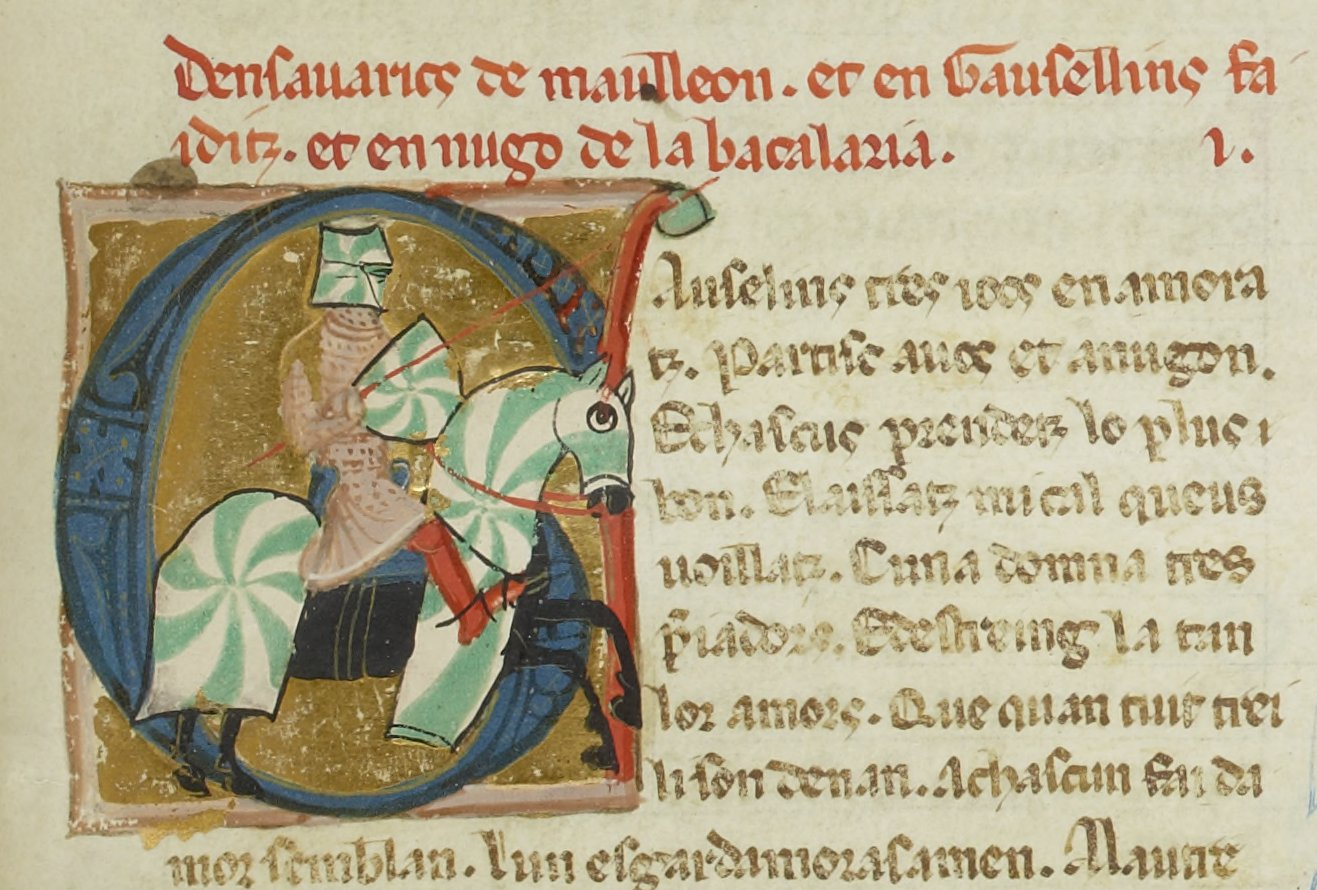
BnF ms. 854 fol. 152, cançoner I

Savaric fou un mecenes i protector de trobadors. La seva vida, relativament extensa, en destaca les virtuts cavalleresques i corteses i assenyala que fou larcs sobre totz los larcs ("generós sobre tots els generosos").
De l'activitat literària de Savaric de Mauleon ens en han pervingut només tres composicions. Una cobla, dirigida a Elionor d'Aragó, dona de Ramon VI de Tolosa, on li promet l'ajuda de 500 bascos i brabançons per auxiliar el comte contra Simó de Montfort; segons Riquer aquesta cobla s'ha de datar el febrer de 1211. Un tornejament entre tres trobadors, on el tema plantejat per Savaric és a qui afavoreix més una dama: a l'amant al qual mira als ulls, al qui dona la mà, o al qui toca amb el peu. Savaric defensa la trepitjada. D'aquest tornejament se'n conserva una llarga razó, també publicada per Riquer. I un altre poema de debat, també de tema amorós, amb un Prebost de Valensa, no identificat.
Bertran de Born lo Filhs, li va dedicar un sirventès que va escriure contra Joan sense Terra.

### Obra conservada
- (432,1)[4] Dompna, be sai q'oimais fora razos (cobla dirigida a Elionor d'Aragó)
- (167,26 = 432,2 = 449,1a) Gaucelm, tres jocs enamoratz (tornejament amb Gaucelm Faidit i Uc de la Bacalaria)
- (384,1 = 432,3) Savaric, ie·us demand (amb el Prebost de Valensa)

### Edicions
- Chaytor, H. J., Savaric de Mauléon, Baron and Troubadour, Cambridge, 1939

### Repertoris
- Guido Favati (editor), Le biografie trovadoriche, testi provenzali dei secc. XIII e XIV, Bologna, Palmaverde, 1961, pàg. 309
- Martí de Riquer, Vidas y retratos de trovadores. Textos y miniaturas del siglo XIII, Barcelona, Círculo de Lectores, 1995 p. 109-113[Reproducció de la vida i una razo, amb traducció a l'espanyol, i miniatura del cançoner I]
- Alfred Pillet / Henry Carstens, Bibliographie der Troubadours von Dr. Alfred Pillet […] ergänzt, weitergeführt und herausgegeben von Dr. Henry Carstens. Halle : Niemeyer, 1933 [Savaric de Mauleon és el número PC 432]